# Thomas Wander
Thomas Wander, eigentlich Thomas Wanker, (* 19. April 1973 in Graz, Österreich) ist ein österreichischer Filmkomponist und Musikproduzent.

## Leben
Thomas Wanker wurde in Graz geboren, wuchs dort auf und studierte auch dort. Später zog Wanker nach Los Angeles, um an der University of Southern California (USC) Filmkomposition zu studieren.

## Filmografie (Auswahl)
- 1996: Partners in Crime (Kurzfilm)
- 1998: Die Fremde in meiner Brust (Fernsehfilm)
- 1999: Nichts als die Wahrheit
- 2000: Eine Handvoll Gras
- 2000–2002: Buffy – Im Bann der Dämonen (Buffy the Vampire Slayer, Fernsehserie, 42 Episoden)
- 2001: Der Tunnel
- 2001: Die Kreuzritter – The Crusaders (Crociati, Fernsehfilm)
- 2002: Dracula (Il bacio di Dracula, Fernsehfilm)
- 2004: The Day After Tomorrow
- 2005: Dresden (Fernsehfilm)
- 2006: Die Sturmflut (Fernsehfilm)
- 2008: 10.000 B.C. (10,000 BC)
- 2009: 2012
- 2011: Ice Cream Sundae (Kurzfilm)
- 2011: Anonymus (Anonymous)
- 2013: White House Down
- 2016: Independence Day: Wiederkehr (Independence Day: Resurgence)
- 2019: Midway – Für die Freiheit (Midway)
- 2022: Moonfall

## Auszeichnungen
- 1994: International Monitor Awards
- 2008: BMI Film Music Award für 10.000 B.C.
- 2010: BMI Film Music Award für 2012
- 2014: BMI Film Music Award für White House Down
- 2017: BMI Film Music Award für Independence Day: Wiederkehr

### Anerkennung
2016 erschien in der Serie Steirer des Tages der Kleinen Zeitung Kollaborateur der Aliens über Wander und seine Filmmusik in Independence Day: Die Wiederkehr.